# اسکار گلوخ
اسکار گلوخ (عبری: אוסקר גלוך‎؛ زادهٔ ۱ آوریل ۲۰۰۴) بازیکن فوتبال اهل اسرائیل است که در پست هافبک هجومی برای باشگاه فوتبال ردبول زالتسبورگ در بوندس‌لیگا اتریش بازی می‌کند.
از باشگاه‌هایی که در آن بازی کرده‌است می‌توان به باشگاه فوتبال مکابی تل آویو اشاره کرد.
وی همچنین در تیم‌های ملی فوتبال زیر ۱۶ سال اسرائیل، زیر ۱۸ سال اسرائیل، زیر ۱۹ سال اسرائیل، زیر ۲۱ سال اسرائیل و اسرائیل بازی کرده‌است.